# Херсонский (Дагестан)
Херсонский — упразднённый хутор в Тарумовском районе Дагестана. 

## Географическое положение
Располагался в 8 км к юго-западу от районного центра села Тарумовка, на Бороздинском канале .

## История
Хутор образован в период Столыпинской реформы украинскими переселенцами из Херсонской губернии. По данным на 1914 г. хутор был при селе Тарумовка 1-го участка Кизлярского отдела Терской области. В хуторе — 17 дворов. Собственной земли — 436 десятин. В 1929 г. хутор входил в состав Тарумовского сельского совета Тарумовского района и состоял из 39 хозяйств. В период укрупнения колхозов и переселения не перспективных сел, все население было переселено в село Новодмитриевку.

## Население
По данным на 1914 г. в хуторе проживал 101 человек, в том числе 50 мужчин и 51 женщина. В 1929 году в хуторе проживало 196 человек (102 мужчины и 94 женщины), 98 % населения — русские.